# Conidi

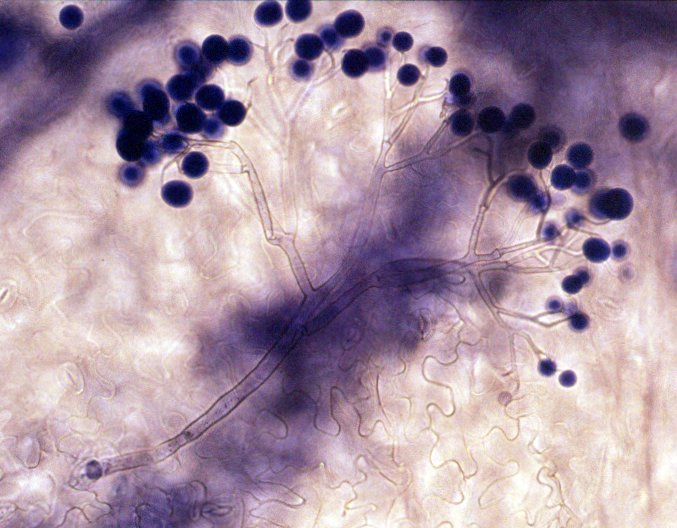
Conidiòfor de Hyaloperonospora parasitica portant diversos conidis

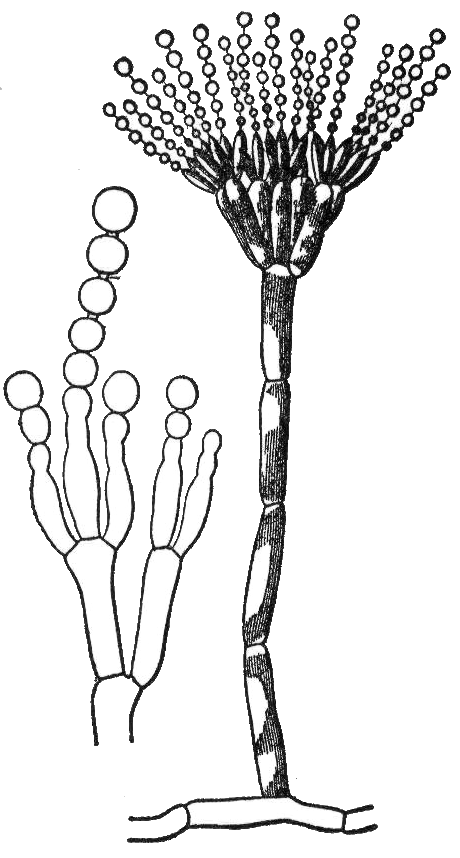
Conidis sobre conidiòfors

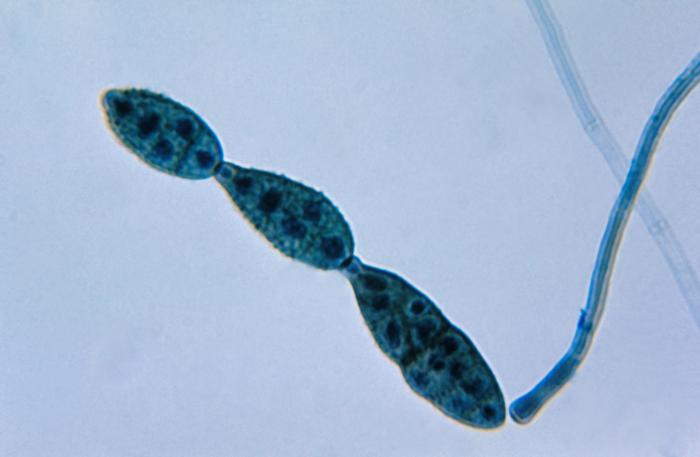
Cadena de conidis dAlternaria

Un conidi és una espora asexual, immòbil formada directament a partir d'una hifa o cèl·lula conidiògena o esporògena. Són haploides. També s'anomenen mitòspores, ja que s'originen per via de la mitosi. Apareixen en Ascomycota, Deuteromycota i alguns Basidiomycota. Es fa servir també aquest nom per les espores dels bacteris del gènere Streptomyces. L'estructura que porta els conidis s'anomena conidiòfor.
Els conidis estan sempre presents en l'aire, de mitjana una persona inhala 40 conidis per hora. Els conidis són sovint el mètode pel qual fongs comuns normalment no perjudicials però termotolerants provoquen una infecció pulmonar a pacients amb el sistema immunitari afectat.

## Conidiogènesi
Hi ha dos tipus de formació de conidi:
- Conidiogènesi blàstica,[a] quan l'espora és ja evident abans que se separi de l'hifa que l'impulsa.
- Conidiogènesi tal·losa, quan es desenvolupa una membrana de separació i en aquesta cel·la es forma l'espora.

## Germinació del conidi
Un conidi pot formar tubs de germinació o tubs d'anastomosi conidial (CAT) en determinades condicions. Aquests dos tubs són algunes de les hifes especialitzades que formen els conidis dels fongs. Els tubs de germinació creixen fins a formar els micelis. Els tubs d'anastomosi són morfològicament i fisiològicament diferents dels tubs de germinació. Després que els conidis siguin induïts a formar tubs d'anastomosi conidial, comencen a créixer acollint-se i fusionant-se entre ells. Un cop fusionats els nuclis passen a través dels tubs (CATs). Aquests esdeveniments tenen a veure amb el creixement dels fongs i no amb la reproducció sexual. La fusió entre aquestes cèl·lules sembla que té importància per alguns fongs durant les primeres etapes de l'establiment d'una colònia. S'ha suggerit que la producció d'aquestes cèl·lules passa en 73 espècies diferents de fongs.

## Estructures d'alliberament de conidis
La conidiogènesi és un mecanisme important de dispersió de patògens vegetals. En alguns casos, sota la pell de la planta hoste, es formen estructures macroscòpiques, d'aproximadament un mil·límetre de diàmetre, les quals contenen masses de conidis, i que esclaten a la superfície de la planta permetent que les espores es distribueixin amb l'acció del vent. Aquestes estructures s'anomenen conidioma.
Hi ha dos tipus importants de conidiomes, els quals es distingeixen per la seva forma:
- picnidi: en forma de flascó[6][7]
- acèrvuls: en forma de coixí.[8][7]

Les conidiomes picnidials es formen en el mateix teixit del fong i les espores s'alliberen per un extrem (el símil, per la forma, seria el coll d'una ampolla) anomenat ostíol.
Les conidiomes acervulars es formen a l'interior del teixit de l'organisme que l'allotja, l'hoste. Poden ser subcuticular, localitzades a l'interior de la capa de teixit més externa de la planta, la cutícula; intraepidermal, a l'interior de la darrera capa de cèl·lules (l'epidermis) o subepidermal, sota l'epidermis, o a la part més interna de l'hoste.
La majoria de les conidiomes desenvolupen una capa prima formada per uns pocs conidiòfors, els quals produeixen espores. Un augment en la pressió porta a l'esclat de l'epidermis o de la cutícula i així s'alliberen del teixit els conidis.

## Interacció amb humans
Els conidis estan sempre presents en l'aire que respirem, però els nivells fluctuen d'un dia a l'altre i amb les estacions. Una persona inhala de terme mitjà uns 40 conidis per hora.
Els conidis són sovint el mètode amb què uns fongs normalment innocus però tolerats a altes temperatures (termotolerant), s'estableixen formant infeccions en determinats tipus de pacients amb immunodepressió (generalment amb leucèmia aguda, persones sotmeses a quimioteràpia, pacients de SIDA amb limfoma B, els pacients de trasplantament de medul·la òssia, o pacients amb trasplantament d'ossos i reacció GVHD). El sistema immunitari d'aquestes persones no és prou fort per lluitar contra el fong i aquest pot, per exemple, colonitzar als pulmons donant com a resultat una infecció pulmonar.